# Cornu de Jos (Drăgănești), Prahova
Cornu de Jos este un sat în comuna Drăgănești din județul Prahova, Muntenia, România.